# Hermann von Strantz
Hermann Christian Wilhelm von Strantz (Nakel, 13. veljače 1853. -  Dessau, 6. studenog 1936.) je bio njemački general i vojni zapovjednik. Tijekom Prvog svjetskog rata zapovijedao je s V. korpusom i Armijskim odjelom C na Zapadnom bojištu.

## Vojna karijera
Hermann von Strantz rođen je 13. veljače 1853. u Nakelu. Sin je Hansa Friedericha Bogislava Strantza i Aleksandre Friedricke. Strantz je u prusku vojsku stupio 1870. godine, te je sudjelovao u Prusko-francuskom ratu. Nakon rata u razdoblju od 1876. do 1880. pohađa Prusku vojnu akademiju, te nakon završetka iste služi u raznim vojnim jedinicama kao i u Glavnom stožeru u Berlinu. Čin pukovnika dostigao je 1900. godine, general bojnikom je postao 1903. godine, dok je 1905. godine promaknut u čin general poručnika kada je postao i zapovjednikom 25. divizije smještene u Darmstadtu. Godine 1911. Strantz je promaknut u generala pješaštva, te dobiva zapovjedništvo nad V. korpusom smještenim u Posenu na čijem čelu dočekuje i početak Prvog svjetskog rata.

## Prvi svjetski rat
Na početku Prvog svjetskog rata V. korpus nalazio se u sastavu 5. armije kojom je zapovijedao prijestolonasljednik Vilim, te Strantz zapovijedajući istim sudjeluje u Graničnim bitkama. U rujnu 1914. Strantz postaje zapovjednikom Armijskog odjela C, te zapovijedajući navedenim armijskim odredom sudjeluje u Verdunskoj bitci. Strantz Armijskim odjelom C (poznatim i pod nazivom Armijski odjel Strantz) zapovijeda sve do veljače 1917. kada ga na tom mjestu zamjenjuje Max von Boehn. Nakon toga Strantz je stavljen na raspolaganje .

## Poslije rata
Strantz do kraja rata nije dobio zapovjedništvo nad nekom drugom jedinicom. Preminuo je 6. studenog 1936. godine u 83. godini života u Dessauu.

## Vanjske poveznice
(eng.) Hermann von Strantz na stranici Prussianmachine.com

(njem.) Hermann von Strantz na stranici Deutschland14-18.de
| Prethodnik: | Zapovjednik Armijskog odjela C Hermann von Strantz | Nasljednik:   |
| nitko       | Zapovjednik Armijskog odjela C Hermann von Strantz | Max von Boehn |